# NGC 2257
NGC 2257 là một cụm sao cầu nằm ở vùng ngoài Đám Mây Magellan Lớn (LMC).